# Gunnera margaretae
Gunnera margaretae är en gunneraväxtart som beskrevs av Schindler. Gunnera margaretae ingår i släktet gunneror, och familjen gunneraväxter. Inga underarter finns listade.